# Zračna luka Bangui M'Poko
Zračna luka Bangui M'Poko (IATA: BGF – ICAO: FEFF) je međunarodna i glavna zračna luka koja se nalazi u glavnom gradu Srednjoafričke Republike, Bangui. Zračna luka se koristi za civilni transport te se nalazi 7 km od glavnog grada.
2004. godine zračna luka Bangui M'Poko je imala godišnji promet od 53.862 putnika.

## Avio kompanije i destinacije
Zračnu luku Bangui M'Poko koriste sljedeće avio kompanije za civilni transport:
| Srednjoafrička Republika Transport putnika | Srednjoafrička Republika Transport putnika                |
| Avio kompanija                             | Destinacija                                               |
| ------------------------------------------ | --------------------------------------------------------- |
| Air France                                 | Pariz                                                     |
| Camairco                                   | Douala                                                    |
| Ethiopian Airlines                         | Addis Abeba, Douala                                       |
| Interair South Africa                      | Douala                                                    |
| Kenya Airways                              | Nairobi, Douala                                           |
| Royal Air Maroc                            | Casablanca, Douala                                        |
| TAAG Angola Airlines                       | Brazzaville, Douala, Luanda                               |
| Toumaï Air Tchad                           | Brazzaville, Cotonou, Douala, Libreville, Lomé, N'Djamena |

## Vanjske poveznice
- Informacije o zračnoj luci  Arhivirana inačica izvorne stranice od 6. listopada 2012. (Wayback Machine)